# Konjski potok, Litija
Konjski potok je povirni pritok potoka Bedenov graben, ki teče po Mrzli dolini in se pri Litiji kot desni pritok izliva v reko Savo. 